# まわしよみ新聞
まわしよみ新聞とは、興味のある新聞記事を切り抜いたうえで討論しながら壁新聞を作り、話題を共有するワークショップの一種。2012年にコモンズデザイナーの陸奥賢によって考案され、同年9月に應典院コモンズフェスタ2013の企画として立案された。
子供たちが現代社会について主体的に学ぶ方法として、全国に広がっている。
2017年11月、第66回読売教育賞のNIE部門にて、最優秀賞を受賞した。

## 作り方
1. 新聞を持ち寄る（五大新聞、業界新聞、スポーツ新聞、地方新聞などいろいろな新聞があると盛り上がる）。ハサミ・ノリ・模造紙もしくは大きめ画用紙・サインペンを用意する。
2. 集まったみんなで新聞をまわし読む。（人数が多い場合はグループに分かれる）
3. 気になった記事を切り抜く。（記事だけでなく広告・コラム・天気予報・四コマ漫画など自由に切り抜いてよい。）
4. ひとりずつ記事についてプレゼンしていく。
5. 「今日のトップ記事」を決めて、模造紙に記事を貼り付けていく。各記事の横に、切り抜いた人の名前やコメントをサインペンで書き込む。
6. 「まわしよみ新聞」「日付」「編集局（場所）」を書き入れて完成。